# Вузениця (община)
Община Вузениця (словен. Občina Vuzenica) — одна з общин в північній Словенії. Адміністративним центром є місто Вузениця. Велика частина округу розташована в долині річки Драва, яка використовується для вироблення електроенергії.

## Населення
У 2010 році в общині проживало 2739 осіб, 1383 чоловіків і 1356 жінок. Чисельність економічно активного населення (за місцем проживання), 1089 осіб. Середня щомісячна чиста заробітна плата одного працівника (EUR), 777,99 (в середньому по Словенії 966.62). Приблизно кожен другий житель у громаді має автомобіль (51 автомобілів на 100 жителів). Середній вік жителів склав 40,9 роки (в середньому по Словенії 41.6).